# HV VOC
Volewijckers OriënTo Combinatie of kortweg VOC is een dameshandbalvereniging uit Amsterdam-Noord die werd opgericht op 7 juni 2006. VOC komt voort uit een fusie tussen de handbalverenigingen De Volewijckers en OriënTo. Het eerste damesteam speelt sinds het ontstaan van de club onafgebroken in de eredivisie.

## Geschiedenis

### Ontstaan van VOC (2006 - 2007)
Tijdens de algemene ledenvergaderingen die op 1 en 20 maart 2006 gepland stonden werd van uit de bestuur aan de aanwezige leden van de handbalverenigingen de Volewijckers en OriënTo of er voor het handbalseizoen 2006/07 samen te voegen tot één handbalvereniging Wat zou gaan spelen onder de naam Volewijckers OriënTo Combinatie, afgekort VOC Voorheen was al spraken tot een fusieclub in Amsterdam-Noord met de clubs van Vriendschap, TOB, de Volewijckers en OriënTo. Deze fusie verviel en de verenigingen van Vriendschap en TOB gingen apart van elkaar verder. Op 7 maart werd Rolf Schulte aangesteld tot eerste trainer van de net gloednieuwe fusie club VOC.

### Eerste seizoenen (2007 - 2010)
Het team van de Rolf Schulte behaalde in het eerste seizoen de vierde plaats in de competitie wat voor het eerste damesteam van VOC de tevens toegang gaf tot het spelen in de EHF Challenge Cup. VOC bereikte in het eerste Europese seizoen de achtste finale. Ook werd dat seizoen de landstitel binnen gehaald. Door de twee keer winnen van Quintus in de best of three-serie. Behaalde VOC de eerste landstitel van Nederland onder de nieuwe naam. Een bekroning op een geslaagde fusie. Het seizoen daarop was VOC naast de nationale competitie ook Champions League, de hoogste Europese clubhandbalcompetitie in Europa. VOC kwam niet verder dan de vierde plaats in de eerste kwalificatieronde, VOC onder meer tegen teams uit Servië, Griekenland en Portugal. In de eredivisie behaalde de club de triple. Ook in 2010 had VOC de tripel behaald. Beide keren dat VOC de tripel won, speelde het team voor de landstitel tegen Hellas.

### Zilvervloot (2010 - 2015)
In 2010 was de opkomst van het Overijssels Dalfsen. In het seizoen 2010/11 werd in een competitie zonder nacompetitie gespeeld. VOC kwam voor de landstitel een punt tekort, waardoor Dalfsen de titel kon pakken. Na dit seizoen vertrok trainer Rolf Schulte bij VOC. Nadat Schulte vertrok heeft VOC Richard Kuijer als trainer aangetrokken. Na een teleurstellende derde plaats kwam VOC een seizoen later terug om te laatste voor de best of three-serie. Tussen 2012 en 2016 speelde VOC in de BOT (afkorting voor de best of three) tegen Dalfsen. Pas in 2015 won VOC voor het eerst een hoofdprijs. In de Landelijke bekerfinale won VOC met 27-26 van Quintus. Na de winst in de beker won VOC het seizoen daarop de landstitel ten koste van Dalfsen. In de laatste wedstrijd in de best of three finale scoorde Dione Housheer een penalty in de laatste seconde van de wedstrijd. Ook werd dat seizoen Ricardo Clarijs coach van de eerste damesploeg. Clarijs verving Bert Bouwer die in april 2017 per direct stopte bij VOC.

### Terug aan de top (2015 - heden)
Na de gewonnen finale en met de nieuwe coach aan het roer won VOC weer prijzen. Tussen 2017 en 2019 won VOC de landstitel. In het seizoen 2018/19 speelde VOC voor het eerst in zes jaar niet tegen Dalfsen. Dalfsen strandde in de halve finale van de nacompetitie. De tegenstander in de finale was Quintus. Na twee wedstrijden won VOC de titel. In 2019 maakte eeuwige rivaal Dalfsen bekend om zich terug te trekken uit de eredivisie. In het seizoen 2019/20 stonden VOC en HandbaL Venlo op evenveel punten in de competitie. Door een beter doelsaldo won VOC de reguliere competitie, wat VOC thuisvoordeel opleverde tijdens de best of three-serie. Door de uitbraak van deCoronacrisis in Nederland werd de nacompetitie stil gelegd en het seizoen werd geschrapt. Hierdoor kon er geen landskampioen gekroond worden. In het nieuwe seizoen werd Rachel de Haze, die het seizoen 2019/20 nog speelster was binnen het eerste damesteam, trainer/coach van de club. Ook keerde Michelle Goos terug na een Duits avontuur. Na drie wedstrijden werd de competitie stilgelegd door een tweede golf van de coronacrisis in Nederland. In april heeft het NHV een alternatieve competitie opgezet. In de alternatieve competitie bereikte VOC de derde plaats. 

## Resultaten
- 2007 4e
Eredivisie
- 2008 1e
Eredivisie
- 2009 1e
Eredivisie
- 2010 1e
Eredivisie
- 2011 2e
Eredivisie
- 2012 3e
Eredivisie
- 2013 2e
Eredivisie
- 2014 2e
Eredivisie
- 2015 2e
Eredivisie
- 2016 2e
Eredivisie
- 2017 1e
Eredivisie
- 2018 1e
Eredivisie
- 2019 1e
Eredivisie
- 2020 1e
Eredivisie
- 2021
Eredivisie
- 2022 2e
Eredivisie
- 2023 1e
Eredivisie
- 2024 2e
Eredivisie

- Eredivisie

## Toernooi
VOC organiseerde tussen 1994 tot 2017 een damesjeugdtoernooi dat sinds 2010 de naam Amsterdam International Handball Tournament draagt. Tussen 2006 en 2010 was het toernooi vernoemd naar Rie Bonsen. Bonsen was onder meer bij De Volewijckers, en later bij VOC, veelbetekenend als speelster, scheidsrechter, bestuurslid en vrijwilligster. Zij overleed in 2018.
| 1994 | A | De Volewijckers | 2000 | A | Geen editie bij A-jeugd | 2005                      | A                         | Quintus                   |
| 1994 | A | De Volewijckers | 2000 | B | Hellas                  | 2005                      | B                         | Carmel                    |
| 1995 | A | PSV             | 2001 | A | Quintus                 | 2006                      | A                         | NL Youht                  |
| 1996 | A | PSV             | 2001 | B | OriënTo                 | 2006                      | B                         | NL Youht                  |
| 1997 | A | SEW             | 2002 | A | Quintus                 | 2007                      | A                         | Quintus                   |
| 1997 | B | De Volewijckers | 2002 | B | NL Junioren             | 2007                      | B                         | Quintus                   |
| 1998 | A | De Volewijckers | 2003 | A | Talenten Zeist          | 2008                      | A                         | VOC                       |
| 1998 | B | De Volewijckers | 2003 | B | De Volewijckers         | 2008                      | B                         | VOC                       |
| 1999 | A | De Volewijckers | 2004 | A | NL Youht                | 2009 - 2017 geen gegevens | 2009 - 2017 geen gegevens | 2009 - 2017 geen gegevens |
| 1999 | B | De Volewijckers | 2004 | B | NL Youht                | 2009 - 2017 geen gegevens | 2009 - 2017 geen gegevens | 2009 - 2017 geen gegevens |

## Erelijst

### Dames
| Competitie         | Aantal | Jaren                                                         |
| ------------------ | ------ | ------------------------------------------------------------- |
| Nationaal          |        |                                                               |
| Landskampioenschap | 7x     | 2007/08, 2008/09, 2009/10, 2016/17, 2017/18, 2018/19, 2022/23 |
| Bekerwinnaar       | 5x     | 2008/09, 2009/10, 2015/16, 2017/18, 2023/24                   |
| Supercup           | 3x     | 2008, 2010, 2016                                              |
| Kleine toernooien  |        |                                                               |
| Noord Holland Cup  | 1x     | 2020, 2021, 2022                                              |

## Lijst van trainers
- 2006–2011:  Rolf Schulte
- 2011–2014:   Richard Kuijer
- 0000–2014:  Patrick Kersten
- 2014–2015:  Ruud van Den Broeck &  Natasja Burgers
- 0000–2015:  Alex Curescu
- 2015–2017:  Bert Bouwer
- 2017–2020:  Ricardo Clarijs
- 2020–heden:  Rachel de Haze

## Bekende (oud-)speelsters
- Debbie Bont
- Yvette Broch
- Natasja Burgers
- Michelle Goos
- Rachel de Haze
- Laura van der Heijden
- Dione Housheer
- Angela Malestein
- Estavana Polman
- Tess Wester